# Amerigo Vespucci (Schiff)
Die Amerigo Vespucci (Schiffskennung: A 5312) ist das bekannteste Segelschulschiff der italienischen Marine. Sie wurde nach dem Entdecker Amerigo Vespucci benannt.

## Allgemeines
Heimathafen der Amerigo Vespucci ist La Spezia. Sie dient in erster Linie der seemännischen Ausbildung der Offizieranwärter der Accademia Navale. 
Das Schiff nimmt oft an Segelschiffparaden und -regatten teil. Wenn die Amerigo Vespucci im Hafen liegt, werden normalerweise Besichtigungstouren angeboten.

## Geschichte

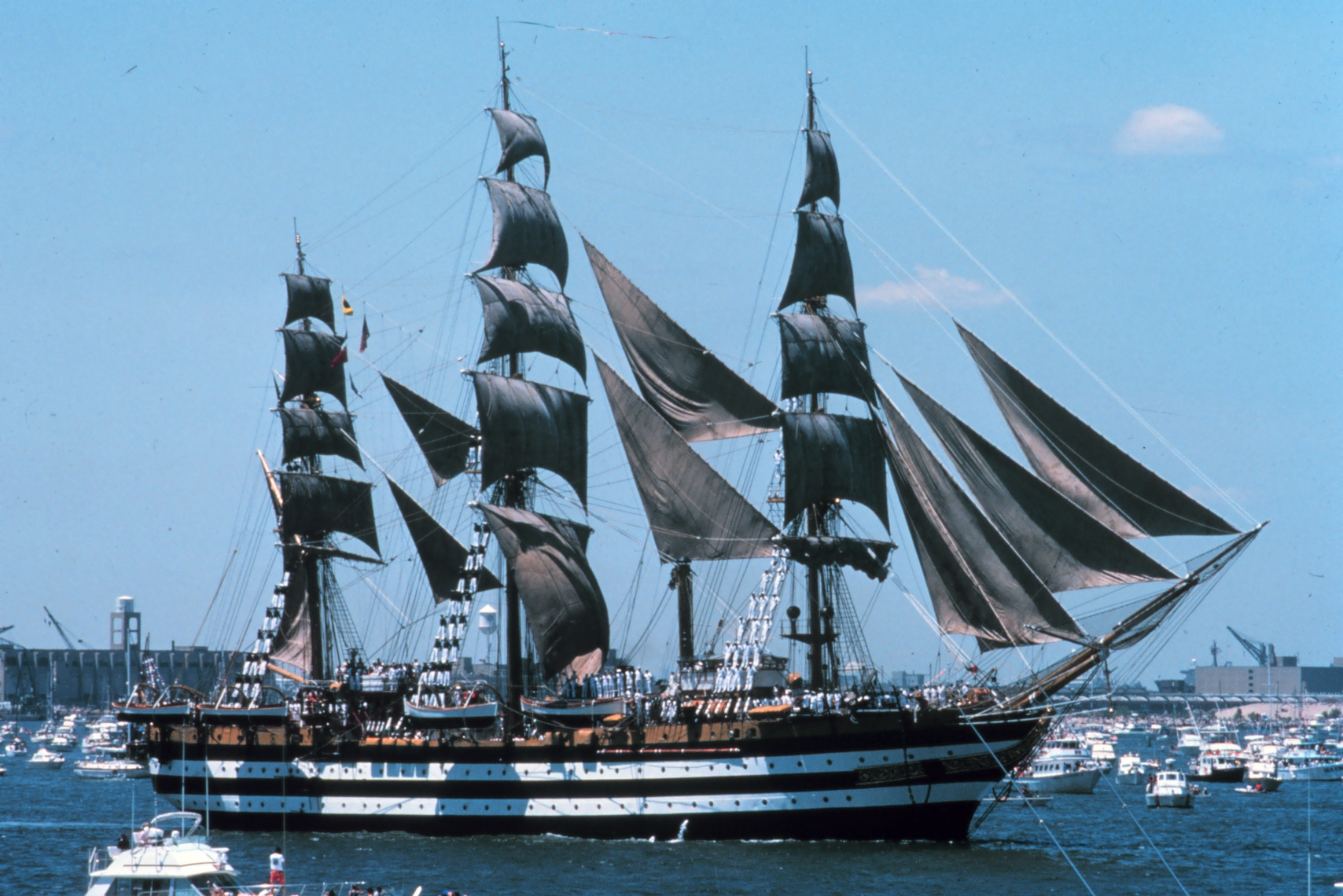
Amerigo Vespucci im Hafen von New York 1976

Die italienische Marine gab 1925 den Bau von zwei Schulschiffen in Auftrag, die von Oberstleutnant Francesco Rotundi vom italienischen Marineingenieurskorps entworfen wurden. Inspiriert wurde das Design von den großen, im späten 18. Jahrhundert gebräuchlichen 74-Kanonen-Schiffen. Das erste der beiden Schiffe, die Cristoforo Colombo, lief 1928 vom Stapel und stand bis 1943 im Dienst der italienischen Streitkräfte.
1945 wurde das Schiff als Reparationsleistung an die Sowjetunion übergeben. Unter dem Namen Dunay (Donau) wurde es für kurze Zeit als Schulschiff unter Segeln genutzt. Als die sowjetische Marine keine Verwendung mehr dafür hatte, verkam es als Kohlenhulk und wurde 1972 abgewrackt.
Das zweite gebaute Schiff war die Amerigo Vespucci. Gebaut wurde sie 1930 auf der (ehemals königlichen) Marine-Werft Castellammare di Stabia in der Bucht von Neapel. Sie lief am 22. Februar 1931 vom Stapel und wurde am 6. Juni des gleichen Jahres in Dienst gestellt. Mit Ausnahme des Zweiten Weltkriegs war die Amerigo Vespucci ununterbrochen im Dienst. Der Großteil der Ausbildung findet in europäischen Gewässern statt. Sie segelte aber auch schon nach Nord- und Südamerika und überquerte den Pazifik. Von Mai 2002 bis September 2003 fand eine Weltumrundung statt, von Juli 2023 bis Februar 2025 eine weitere. Seit ihrer Indienststellung vor über 90 Jahren ist sie ausschließlich als Schulschiff in Gebrauch.
Das Schiff wurde 1964, 1973 und 1997 grundüberholt. Von Oktober 2013 bis Mai 2015 wurde es im Marinearsenal La Spezia den bisher umfassendsten Grundüberholungs- und Modernisierungsarbeiten unterzogen.

## Schiffsaufbau

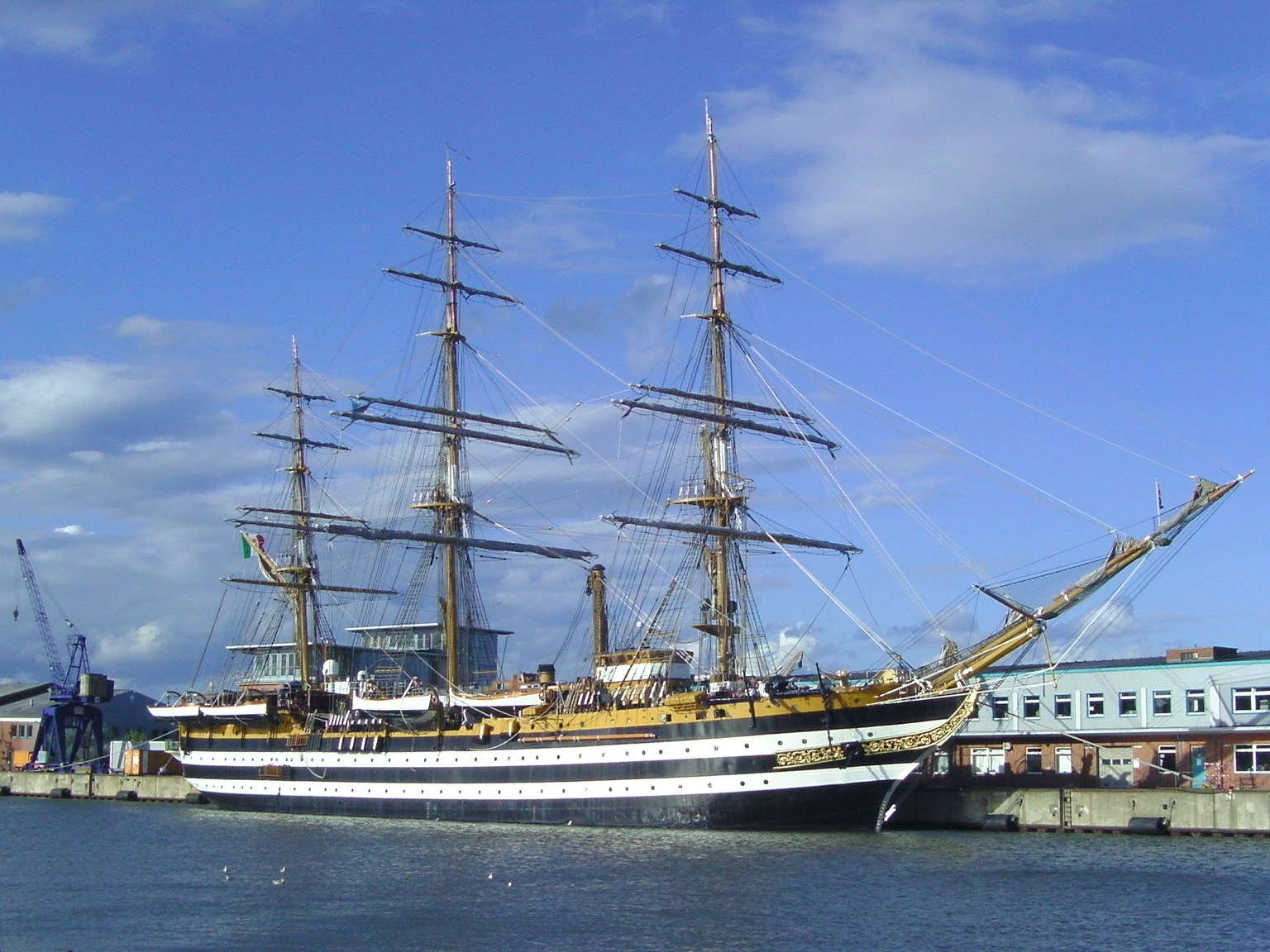
2010 in Bremerhaven

Die Amerigo Vespucci ist ein Vollschiff. Der Schiffskörper selbst besteht aus Stahl (genietet), die Segel aus Leinen. Durch die Vorgabe der Höchstgröße und Besatzungszahl musste in die Höhe gebaut werden. So entstand die Fregattenform. Deren Kennzeichen sind der hohe Freibord, die Heckgalerie und die gemalten weißen Pfortenbänder. Sie gleicht nur wenig den schlankeren Klippern und Windjammern, den Frachtseglern, sondern mehr einem Kriegsschiff der früheren Jahrhunderte. In den Aufbauten befinden sich, neben anderen Einrichtungen, zahlreiche Navigationsinstrumente.
Das Schiff hat drei Decks, die über der Wasserlinie liegen: Kanonendeck, Vordeck und Poopdeck. Es ist das einzige Segelschulschiff mit drei Decks und Rah-Takelung.
Der Schiffskörper mit seinen drei Masten besteht aus Stahlrippen. Die Schiffshülle ist schwarz mit zwei umlaufenden weißen Streifen gestrichen. Diese Streifen deuten die zwei Kanonendecks der Schiffe an, die Grundlage für das Design waren. Die Decksplanken bestehen aus Teakholz, das alle drei Jahre ausgetauscht wird. Die Front und das Heck sind mit aufwendigen Verzierungen versehen. Am Bug befindet sich eine lebensgroße Galionsfigur Vespuccis. Die Heck-Galerie ist nur über den Kapitänssalon zugänglich.

## Besatzung
Die Stammbesatzung besteht aus 264 Soldaten, davon 15 Offiziere, 64 Unteroffiziere und 185 Mannschaften. Mit Ausbildern und Offizieranwärtern der Marineakademie steigt die Besatzung auf rund 400 (bis maximal 450) Personen. Bei Bedarf werden auch Ausbildungsfahrten für Unteroffizieranwärter (sonst Segelschulschiff Palinuro), Kadetten der Marineschule Francesco Morosini in Venedig (Gymnasiale Oberstufe) sowie für Mitglieder des „Flottenvereins“ Lega Navale Italiana und diverser Veteranen-, Reservisten- und Segelvereine absolviert.

## Bilder

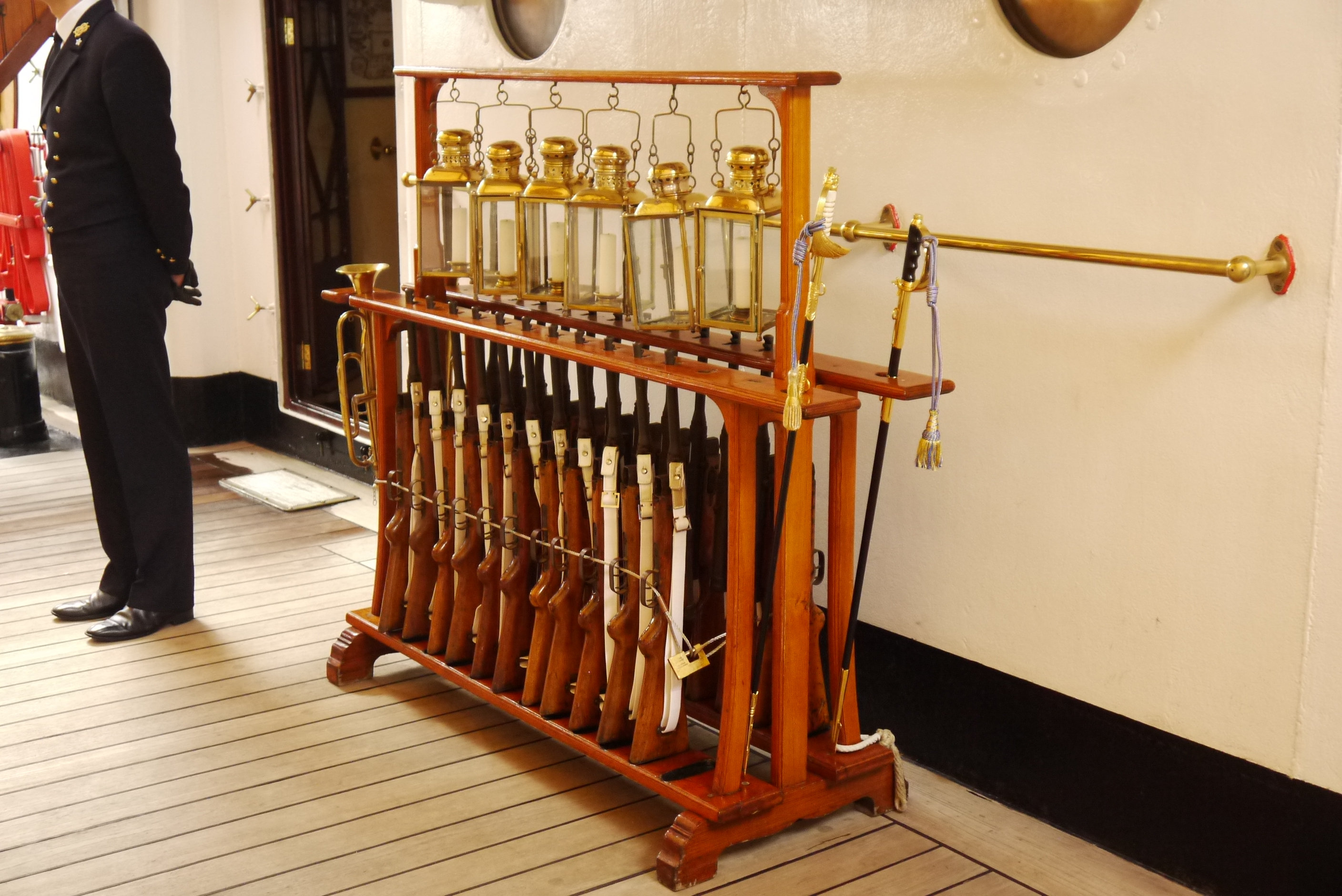
Wachutensilien
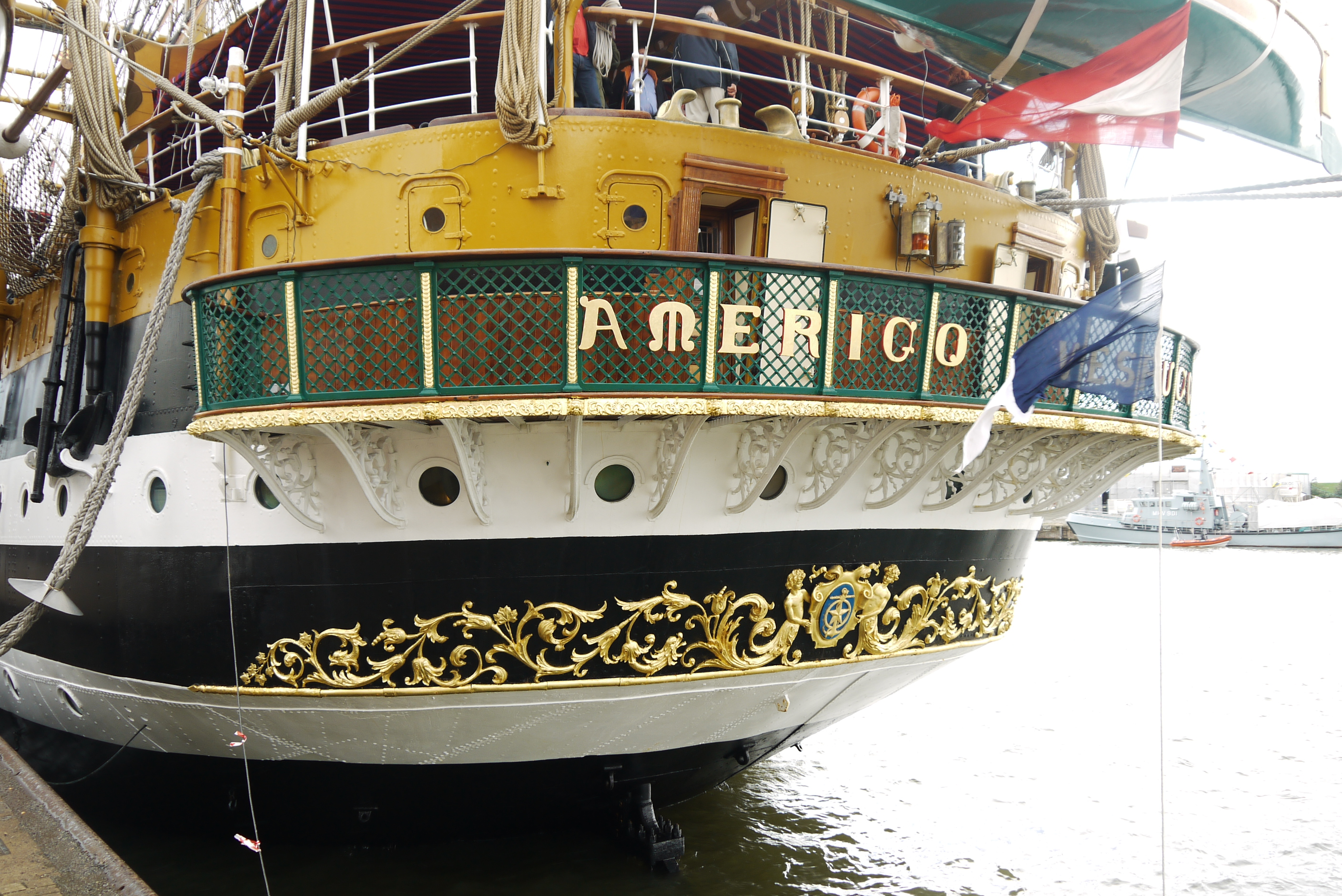
Heckpartie
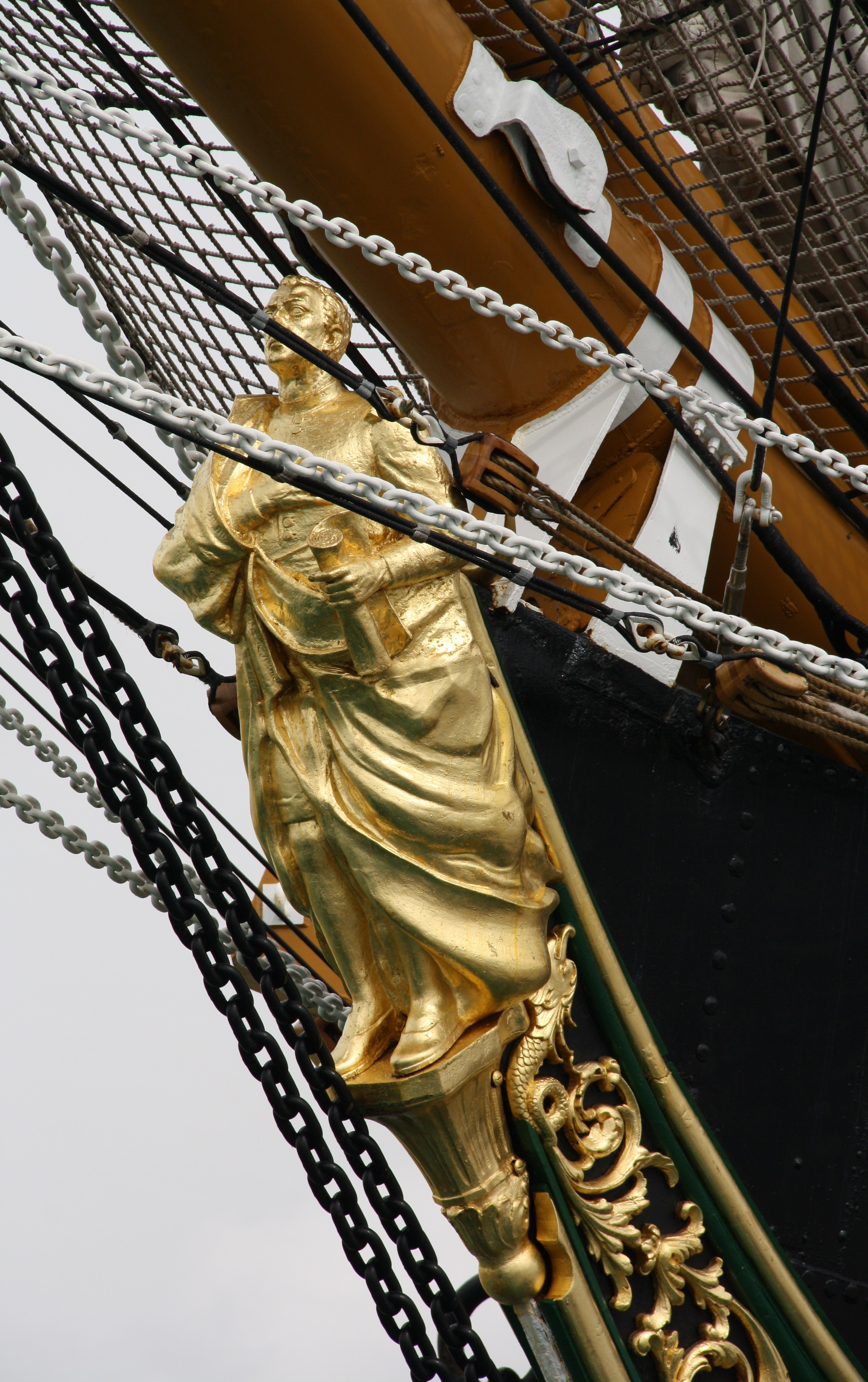
Galionsfigur
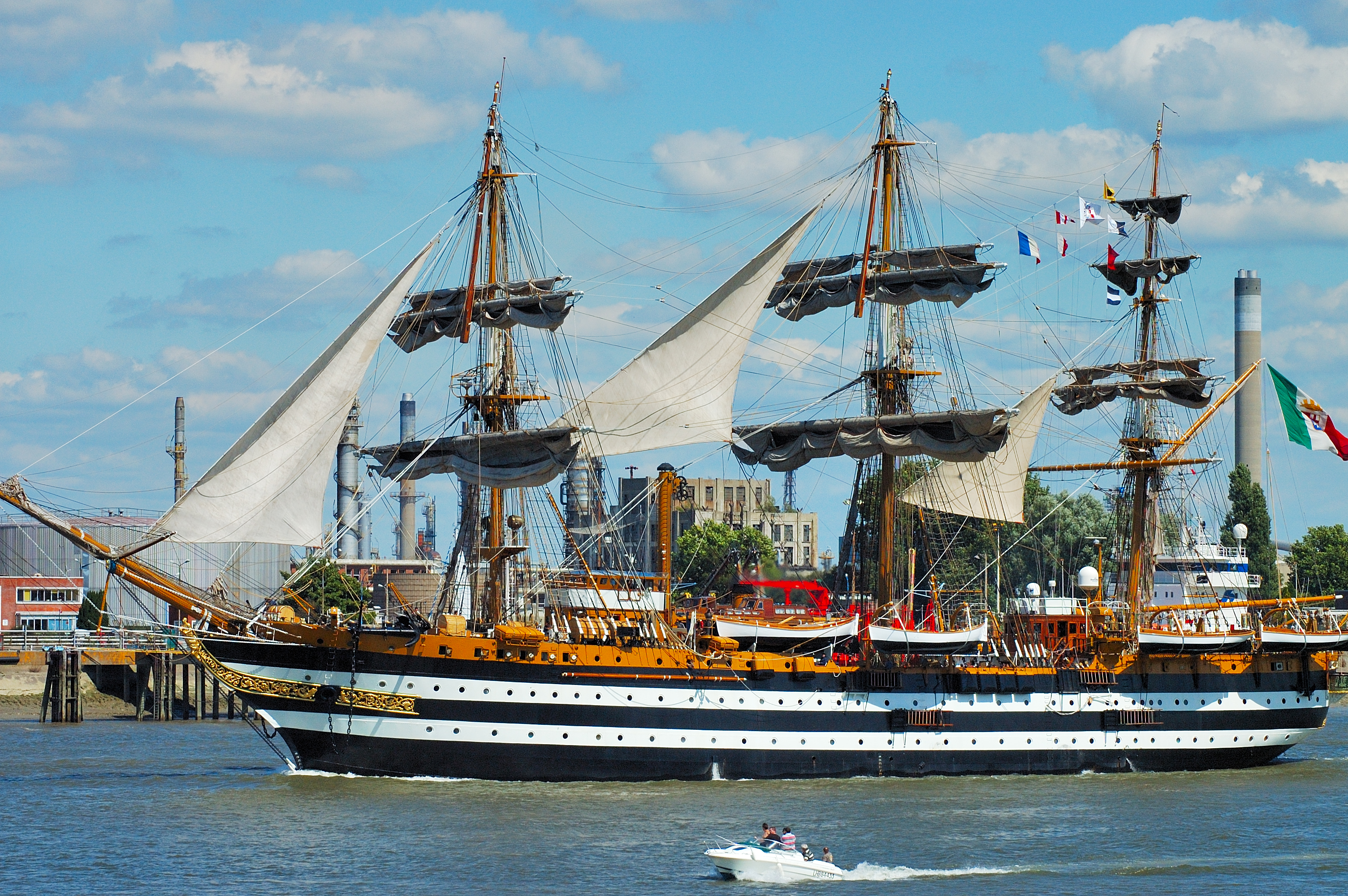
Armada Rouen 2008
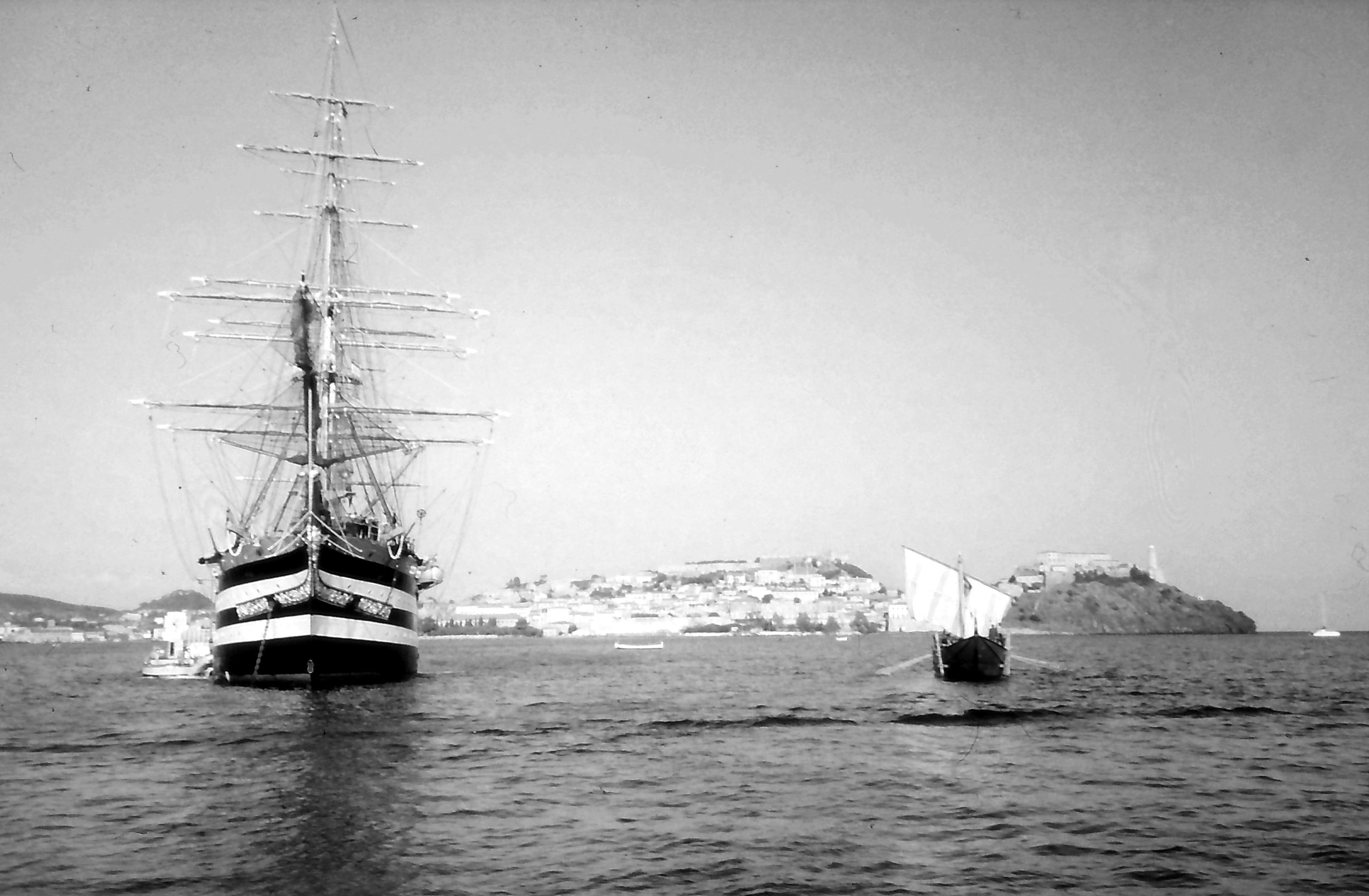
Amerigo Vespucci und Ivlia vor der Insel Elba, 1991.
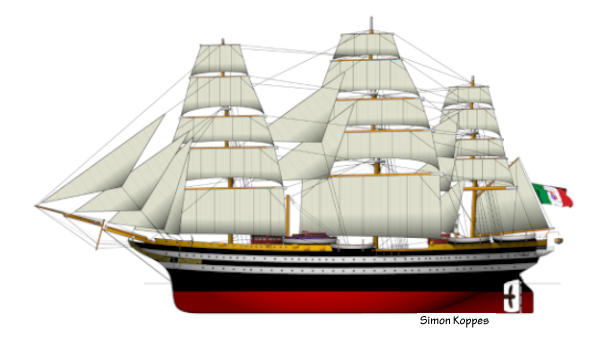
Zeichnung Amerigo Vespucci